# 布里塔妮·费伦
布里塔妮·费伦（英語：Brittany Phelan，1991年9月24日—），加拿大女子高山滑雪、自由式滑雪运动员。她曾代表加拿大参加2014年、2018年和2022年冬季奥林匹克运动会，其中2018年冬季奥运会获得一枚银牌。